# Laguna de Atexcac
La laguna de Atexcac es un maar (llamado 'axalapasco' localmente) ubicado en el municipio de Guadalupe Victoria, en el estado mexicano de Puebla. Es uno de los seis lagos de cráter de la región fisiográfica de los Llanos de San Juan y se suele considerar el más bello de estos.

## Nombre
El nombre de Atexcac proviene del náhuatl y significa "en las aguas escarpadas". Se compone de atl 'agua', texcalli 'peñasco' y el sufijo locativo ac. Este vocablo da también nombre al poblado de San Luis Atexcac, que se encuentra en la orilla norte del cráter.
Los anillos volcánicos bajos, que abundan en la zona, reciben localmente el nombre de axalapasco, si contienen agua; o bien xalapasco, si son secos (grafías alternas con terminación -azco o -axco). Estos nombres se componen de atl 'agua', xālli 'arena', ahpāztli 'escudilla' y el sufijo locativo co: "dentro de la escudilla de arena (llena de agua)".

## Formación

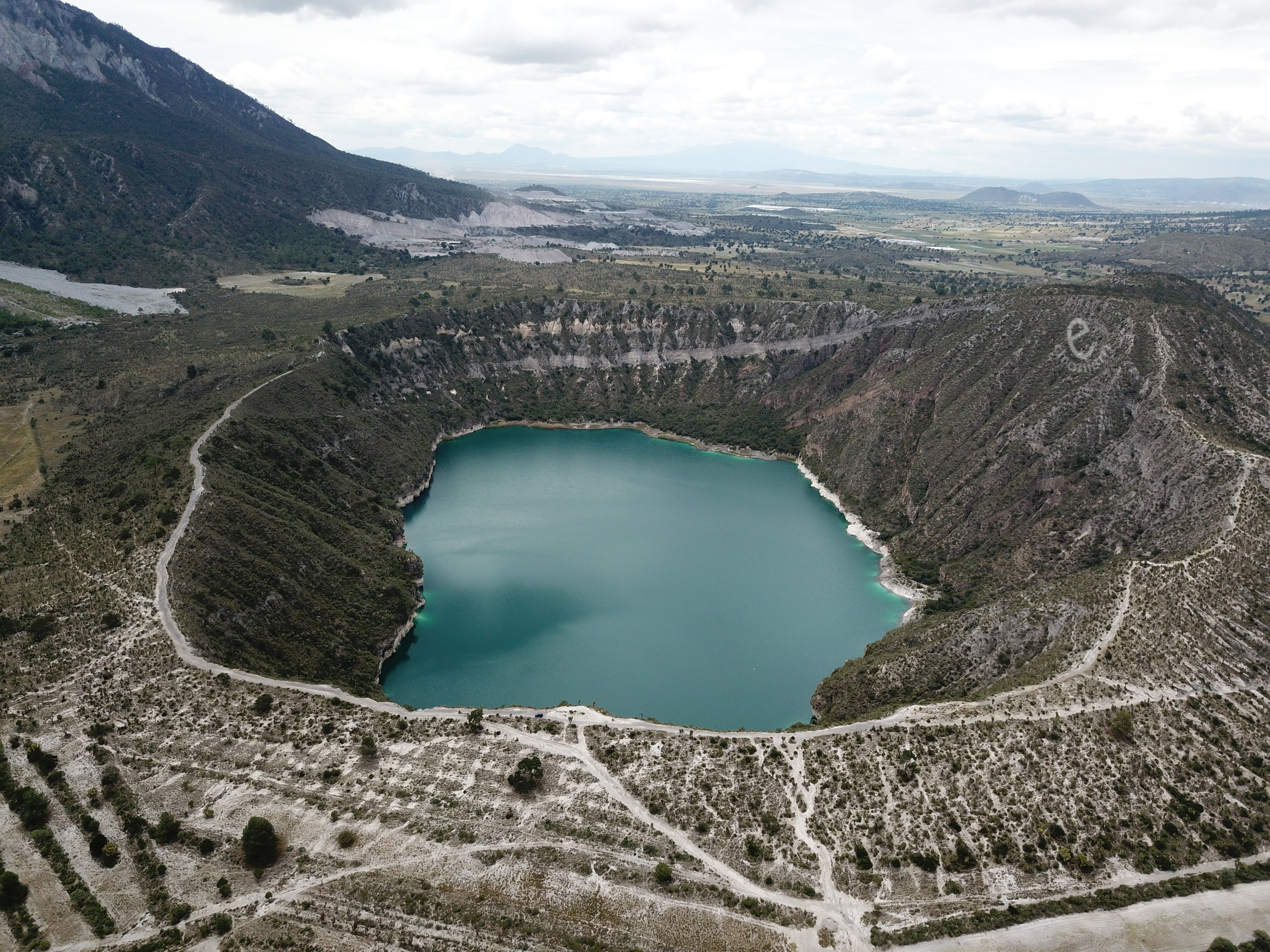
Vista panorámica del Maar

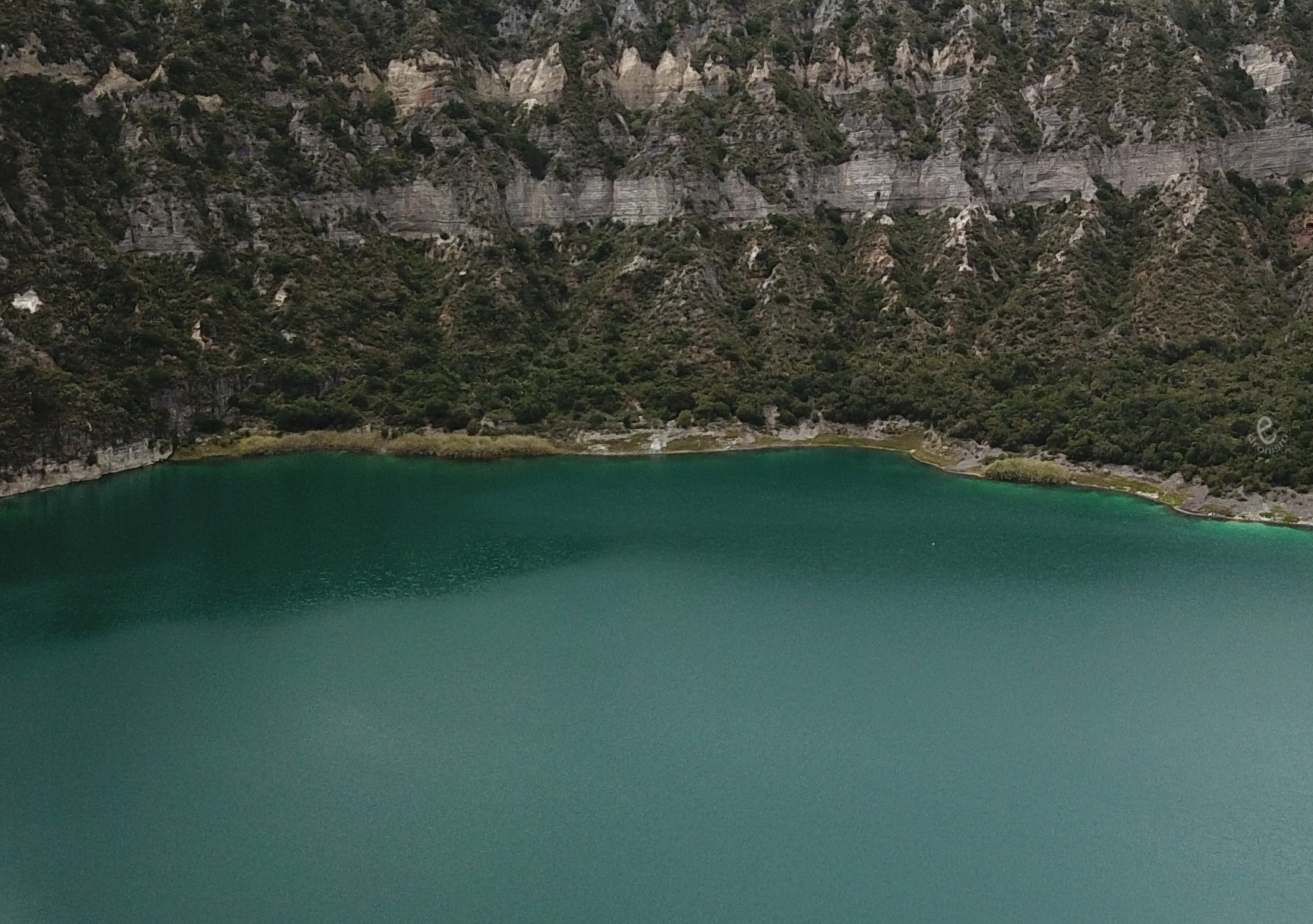
Capas en la formación del cráter de Atexcac

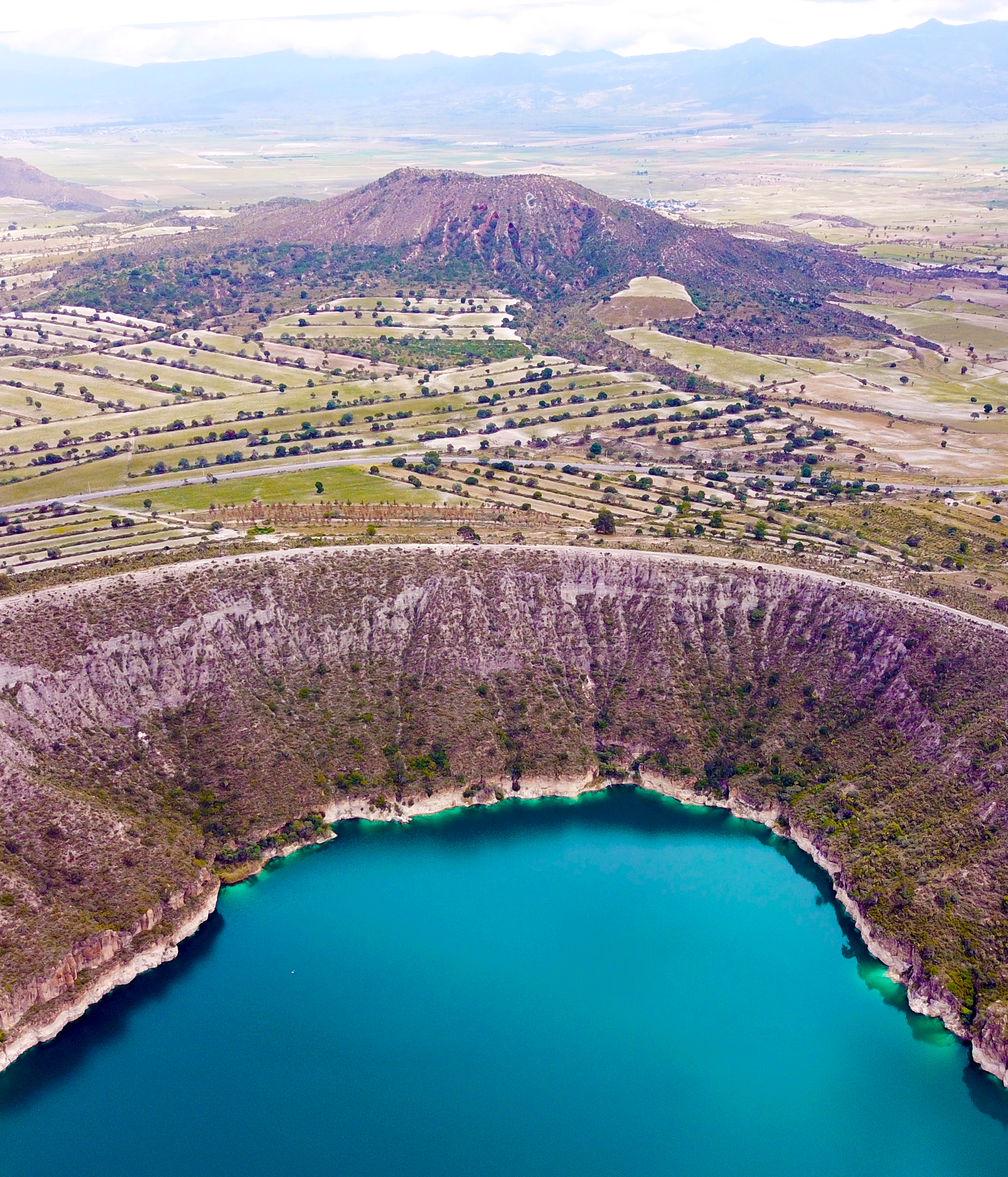
Vista panorámica de la zona volcánica en los alrededores del Axalapasco de Atexcac y camino perimetral de la laguna

La laguna de Atexcac se formó probablemente entre el Pleistoceno tardío y el Holoceno temprano y tuvo como base una serie de eventos eruptivos con una compleja fluctuación en la interacción magma–agua. Esta se debió a las condiciones geológicas y de los acuíferos, así como a la migración horizontal y vertical de las sucesivas explosiones freáticas y freatomagmáticas. Esto último también propició la forma ovalada del cráter de Atexcac, que difiere de la forma más bien circular de los demás maares de la región.

## Clima, flora y fauna

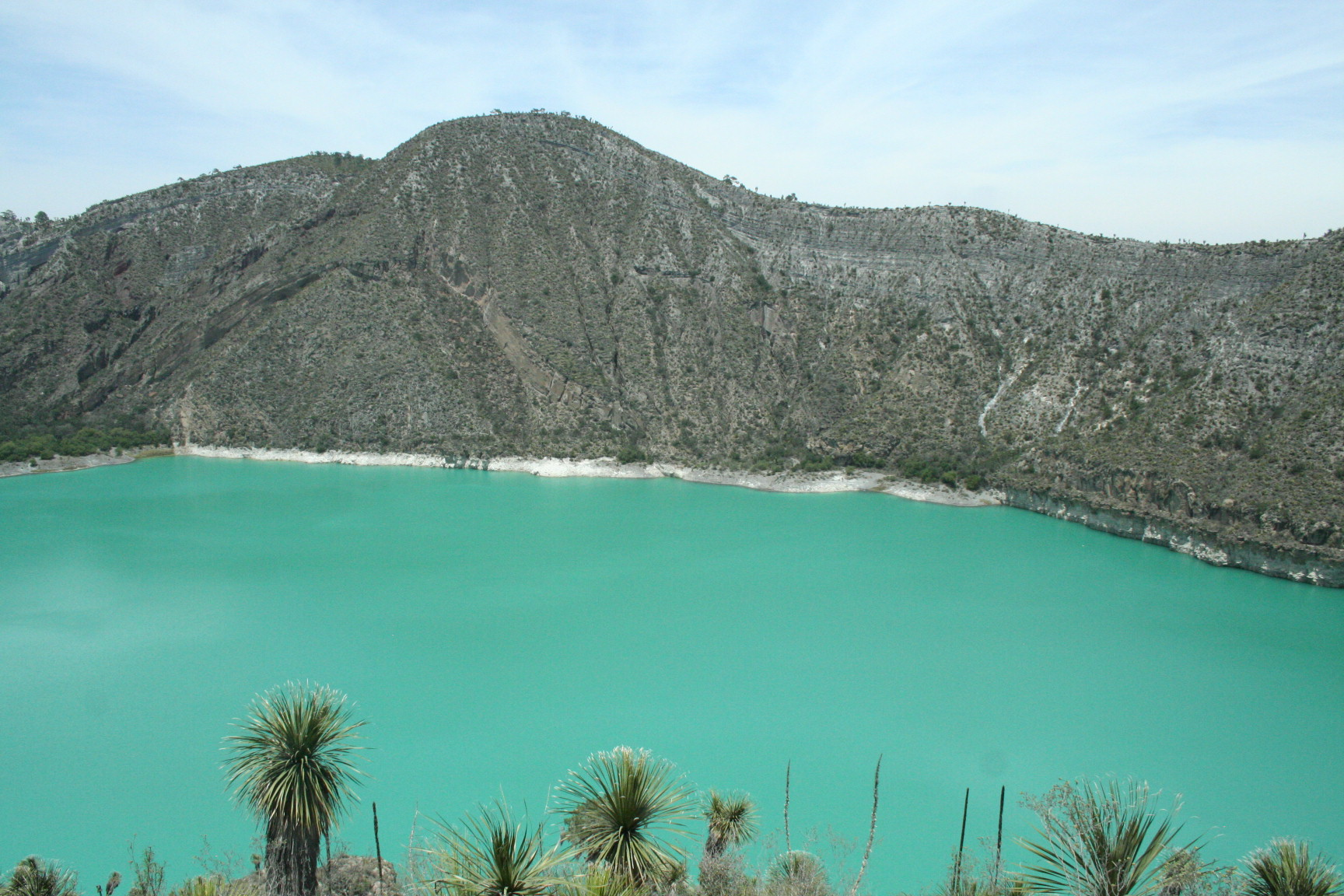
Vista del Axalapasco

Como gran parte del valle de Libres-Oriental, el axalapasco de Atexcac cuenta con un clima semiseco templado que corresponde al clima estepario (BSk) en la clasificación climática de Köppen. A pesar de encontrarse en la zona intertropical, la altitud de entre 2570 (cumbre en la ladera norte del cráter) y 2360 m s. n. m. (nivel de la laguna) modera la temperatura; mientras que la pluviosidad, de apenas 400 mm anuales y concentrada en gran medida en la estación lluviosa (junio a septiembre), es limitada por encontrarse a la sombra orográfica de la Sierra Madre Oriental.
El ecosistema presente en el cráter es un matorral xerófilo. El estrato arbóreo está ocupado por escasos pinos (Pinus apulcensis y P. cembroides), así como yucas (Yucca spp.), soyates (Nolina parviflora) y frijolitos (Dermatophyllum secundiflorum). En el estrato arbustivo existen sotoles (Dasylirion spp.), magueyes (Agave spp., como A. salmiana, A. triangularis etc.) y lechuguillas (la especie endémica Hechtia perotensis). Entre las hierbas, resultan interesantes las suculentas de los géneros Echeveria (E. amoena, E. coccinea, E. heterosepala y la endémica E. subalpina), Sedum y Villadia; además de las fabóideas de los géneros Astragalus y Dalea.
A pesar de que para los demás maares cercanos se han descrito endemismos acuáticos, Atexcac sigue sin contar con un estudio faunístico integral. No se reportan peces del género Poblana, que sí existen en Alchichica, Las Minas y Quechulac; mientras que hay presencia de ajolotes, probablemente pertenecientes a la especie Ambystoma subsalsum, A. tigrinum o A. velasci, parasitados por los nematodos Hedruris siredonis y Falcaustra elongata.

## Ubicación y acceso
La laguna de Atexcac se localiza cerca de la Carretera Federal 140 (Tepeaca–Veracruz). De ahí, hay que tomar la calle que enlaza esta carretera con Guadalupe Victoria y Tlachichuca. A menos de 2 km, hay una desviación hacia la derecha. Unos pocos metros más arriba se alcanza la cresta del cráter desde donde se tiene una vista espectacular del lago, con los montes Las Derrumbadas al fondo.

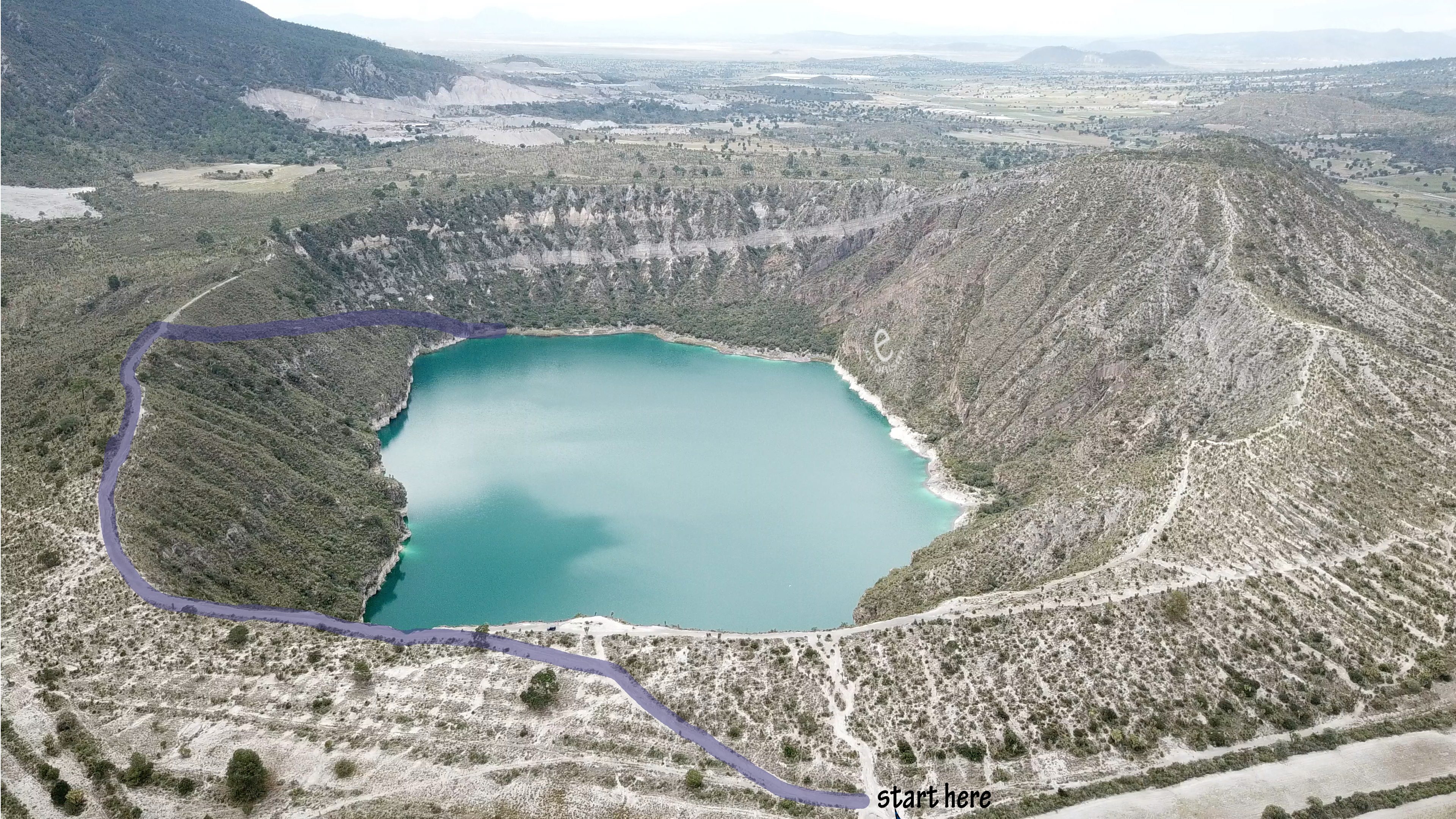
Camino sugerido para el descenso

Para alcanzar la laguna, es necesario realizar un descenso de unos 100 metros,  tomando una vereda rocosa que bordea el cráter, empezando por el sur y llegando a la orilla noroeste, la única que no tiene acantilados. La laguna es medianamente popular, aunque poco visitada por lo apartada, para realizar kayak o surf de remo.